# Nova Alvorada do Sul
Nova Alvorada do Sul é um município brasileiro da região Centro-Oeste, situado no estado de Mato Grosso do Sul. A cidade era apelidada em outros tempos de “Entroncamento”, pois é um ponto de encontro dos caminhos e culturas advindos de outras regiões que fazem parte da rota ao entorno de Nova Alvorada do Sul, por meio da BR 267 e BR 163, caminhos que interligam a capital, Campo Grande, Região da Grande Dourados, Países do Mercosul, Região do Pantanal e aos Estados fronteiriços de Mato Grosso do Sul.

## Geografia

### Localização
O município de Nova Alvorada do Sul está situado no sul da região Centro-Oeste do Brasil, no Sudoeste de Mato Grosso do Sul (Microrregião de Dourados). Localiza-se a uma latitude 21º27'57" sul e a uma longitude 54º23'02" oeste. Distâncias:
- 120 km da capital estadual (Campo Grande)
- 1 139 km da capital federal (Brasília).

### Geografia física
Solo
No município de Nova Alvorada do Sul predomina o Latossolo, pequenas áreas com Planossolos, Neossolos e Gleissolos.
Relevo e altitude
Está a uma altitude de 407 m. O relevo apresenta modelado de formas dissecadas de topos tabulares. A oeste, modelados planos. O relevo apresenta ainda, áreas planas, resultantes de acumulação fluvial, sujeitas a inundações periódicas. O município de Nova Alvorada do Sul encontra-se na  Região dos Planaltos AreníticoBasálticos Interiores, dividindo-se em três unidades geomorfológicas: 
- Divisores Tabulares dos Rios Verde e Pardo
- Planalto de Dourados
- Superfície Rampeada de Nova Andradina

Apresenta relevo plano, geralmente elaborado por várias fases de retomada erosiva, com  relevos elaborados pela ação fluvial e áreas planas resultante de acumulação fluvial sujeita a inundações periódicas.
Clima, temperatura e pluviosidade
Está sob influência do clima tropical (AW), com grande volume de chuvas no verão e inverno seco. Com temperaturas médias do mês mais frio entre 14 °C e 15 °C. Há ocorrências de geadas e as precipitações variam de 1.500mm a 1.700mm.
Hidrografia
Está sob influência da Bacia do Rio da Prata. Rios do município:
- Anhanduí: afluente pela margem direita do rio Pardo. Conhecido também por Anhanduí-Guaçu (ou Açu), com 390 km de extensão e 70 km navegáveis. Nasce da confluência dos córregos Prosa e Segredo, no centro da cidade de Campo Grande. Faz divisa entre o município de Campo Grande e Nova Alvorada do Sul.
- Rio Brilhante: rio formador com o rio Dourados, do rio Ivinhema. Faz limite entre os municípios de Angélica e Nova Alvorada do Sul.
- Rio Vacaria: afluente pela margem esquerda do rio Brilhante. Nasce próximo à área urbana de Sidrolândia, sendo limite entre os municípios de Sidrolândia e Nova Alvorada do Sul. No seu médio e baixo curso, é limite entre os municípios de Rio Brilhante e Nova Alvorada do Sul. Corre ao norte do distrito de Prudêncio Tomás (município de Rio Brilhante).

Vegetação
A cobertura vegetal tem domínio de Cerrado e da floresta nas fisionomias de Cerrado Arbóreo, Floresta Estacional e Submontana. Atualmente, vem sendo descaracterizada pela ação antrópica, dando lugar à lavoura e pastagem plantada.

### Geografia política
Fuso horário
Está a -1 hora com relação a Brasília e -4 com relação a Meridiano de Greenwich (Tempo Universal Coordenado)
Área
Ocupa uma superfície de de 4 019,209 km².
Subdivisões
Nova Alvorada do Sul (sede) Pana e Zuzu.
Arredores
Rio Brilhante, Sidrolândia, Campo Grande, Ribas do Rio Pardo, Nova Andradina e Angélica.

## História
Durante muitos anos Nova Alvorada do Sul ficou conhecida como o “Entroncamento”, pois era ponto de encontro dos caminhos e culturas advindos de outras regiões que fazem parte da rota ao seu entorno. Depois passou a ser carinhosamente apelidada de "Cidade Jovem" como alusão à sua denominação: Nova Alvorada, que dá sempre a ideia de jovialidade, apelido que foi imortalizado no refrão do Hino municipal. Foi originalmente distrito, sendo criado com a denominação de Nova Alvorada, pela Lei Estadual nº 3.876, de 6 de junho de 1977, subordinado ao município de Rio Brilhante. No mesmo ano a região passa a fazer parte do atual estado de Mato Grosso do Sul. Hojé é uma das Cidade que mais crescem no estado, Sendo isso motivado pelo fato de estar numa região privilegiado ao lado das grande cidade do estado Dourados e Campo Grande.
O Município foi criado em 27 de outubro de 1991 pela Lei n.° 1.233, pelo então Governador Pedro Pedrossian, desmembrando-se de Rio Brilhante. Foi instalado em 1 de janeiro de 1993.
Sendo seu primeiro prefeito Rivaldo Alves, empresário, fundador junto com seus pais e sua família do entroncamento, que posteriormente se tornou esse polo chamado Nova Alvorada do Sul.

## Demografia
Sua população, conforme estimativas do IBGE de 2021, era de 22 967 habitantes, ficando em 36º lugar no estado. Possui ainda IDH na ordem de 0.694, o que coloca a cidade em 2078º no país e 32º lugar no estado. Já o índice Gini é de 0,58.

## Urbanização

### Habitação
Em Nova Alvorada do Sul há um total de 6.263 imóveis (sendo 6.248 particulares e 15 públicos) segundo dados do censo do IBGE de 2010 (sendo que no estado é o 35º maior).

### Infra-estrutura
Nova Alvorada do Sul é um importante entreposto rodoviário de Mato Grosso do Sul que possui estrutura reduzida de serviços urbanos, dispondo 
de alguns bancos, órgãos públicos (federais, estaduais e municipais), hotéis, pousadas, restaurantes entre outros.

#### Comunicações
A cidade tem uma TV Web TV Nova Alvorada do Sul https://www.tvnovaalvorada.com.br rádio comunitária (Alvorada FM 87,9), sites de noticias, Nova Alvorada News http://www.novaalvoradanews.com, Alvorada Informa https://www.alvoradainforma.com.br e Correio do MS https://www.correiodoms.com.br.

#### Ensino e pesquisa
Em Nova Alvorada do Sul há opções reduzidas de unidades de ensino, destacando-se a Agência SENAI de Nova Alvorada do Sul. Há ainda unidades interativas da UNIDERP, UNIP e FUNLEC.

#### Infraestrutura financeira
| Movimentação financeira (fonte: IBGE 2013) | Movimentação financeira (fonte: IBGE 2013) |
| Tipo de movimentação                       | Valor (R$)                                 |
| ------------------------------------------ | ------------------------------------------ |
| Operações de Crédito                       | 58.725.750,00                              |
| Depósitos à vista - governo                | 392.532,00                                 |
| Depósitos à vista - privado                | 7.201.123,00                               |
| Poupança                                   | 11.937.265,00                              |
| Depósitos a prazo                          | 8.573.158,00                               |
| Obrigações por Recebimento                 | 43.328,00                                  |
| Total                                      | 86.873.156,00                              |

No município totalizam aproximadamente 3 agências bancárias comerciais e públicas que são representadas por Banco do Brasil, Bradesco e CEF.

#### Meios de transporte

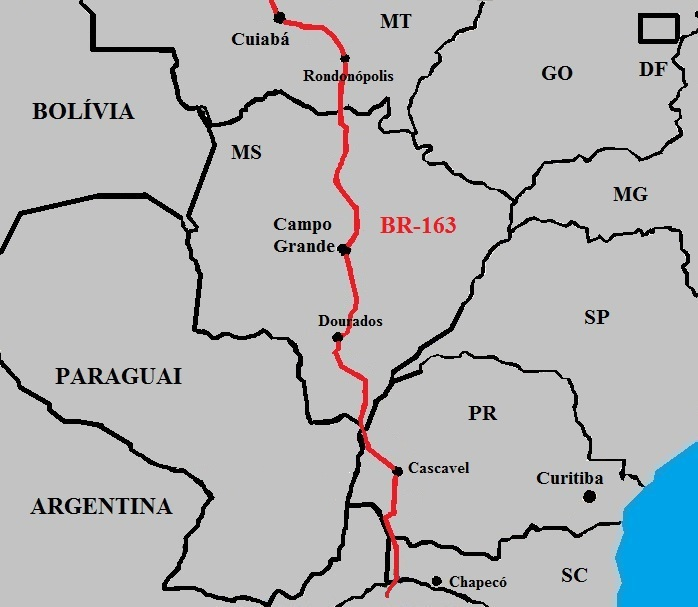
Trecho da BR-163 que passa por Nova Alvorada do Sul

Nova Alvorada do Sul está localizada na região central do Estado do Mato Grosso do Sul e liga estrategicamente as regiões Sul e Sudeste com o Norte e Nordeste do país. Na cidade há ainda o Terminal Rodoviário de Nova Alvorada do Sul, um terminal rodoviário de cargas e passageiros que opera ininterruptamente que está localizado na zona sul de Nova Alvorada do Sul e opera próximo ao Trevão da BR-163 e BR-267, onde se situa a poucos metros de distância.

#### Segurança pública
Possui um comando da Polícia Rodoviária Federal. Também há a presença da Polícia Civil, com sua delegacias e departamento especializados, além da Polícia Militar que faz o trabalho ostensivo e repressivo no combate a criminalidade na cidade.

#### Sistema deSaúdee óbito
Existem em Nova Alvorada do Sul 18 unidades de saúde (sendo um deles o Hospital Municipal Francisca Ortega), distribuídos entre públicos e privados.
Para despacho dos mortos há o Cemitério Municipal de Nova Alvorada do Sul, que é público.

## Cultura
Há uma diversidade cultural de pessoas e produtos que circulam pela municipalidade, sendo tanto em produtos para compra e venda como conhecimentos, costumes, tradições, modos de vida e experiências que de certa forma estão ajudando a construir a história do sul-nova-alvoradense.

## Economia
Com PIB de 403.957.960,00 e PIB per capita de 23.860,42 em 2011 segundo o IBGE (13º lugar no estado), possui forte ligação com a cana-de-açúcar, através das Usinas de Álcool (, Eldorado, Lous Dreyfus, Tavares de Melo, Santa Luzia e a Agrícola Carandá). Há também alimentação (Alimentos Dallas), produção de urucum e agropecuária em geral que instalaram-se na municipalidade, mantendo assim um fluxo constante de pessoas de outros países e das diferentes regiões do Brasil que influenciaram e ainda continuam influenciando a cultura e o desenvolvimento local.

## Turismo
Possui eventos como o Carnavorada (famoso carnaval de rua), Festa Junina Integrada das Escolas Municipais, Rodeios, Festas do Laço Comprido, Competições Esportivas Municipais, Regionais e Estaduais, Speed Way, Encontros de Moto – ROUTE 163 e a Festa de São Cristóvão ou Festa do Caminhoneiro o padroeiro oficial da municipalidade.

### Feriados municipais
- 25 de julho – Dia de São Cristóvão;
- 27 de outubro – Aniversário do Município;
- 28 de outubro – Dia do Servidor Público